# Optyczny grzebień częstości

Widmo grzebienia częstości optycznych składa się z dyskretnych, ściśle okresowych linii (zaznaczonych na kolorowo), będących „zębami” grzebienia. Kolejne zęby odległe są od siebie w domenie częstotliwości o wielkość zwaną częstotliwością repetycji a całe widmo grzebienia przesunięte jest względem zera o częstotliwość przesunięcia

Grzebień częstości optycznych to rodzaj promieniowania laserowego, to periodyczny (okresowy) ciąg impulsów z lasera femtosekundowego z synchronizacją modów (mode-locked). Szerokie widmo takiego lasera składa się z dziesiątek tysięcy równoodległych wąskich linii („zębów”) grzebienia, rozmieszczonych w szerokim zakresie częstości na przestrzeni setek nanometrów.
Grzebień częstości optycznych umożliwia bardzo dokładny pomiar częstości promieniowania elektromagnetycznego, w tym światła. Jest nieodłącznym elementem optycznych zegarów atomowych, o kilka rzędów wielkości dokładniejszych niż obecnie używane zegary atomowe, które wykorzystują przejścia w zakresie mikrofalowym.
W 2005 roku Theodor Hänsch i John L. Hall otrzymali połowę nagrody Nobla z fizyki za wkład w rozwój precyzyjnej spektroskopii laserowej, w tym technikę grzebienia częstości optycznych.